# Devon (Alberta)
Devon è un comune (town) del Canada, situato in Alberta, nella divisione No. 11.